# NGC 2511
NGC 2511 este o galaxie spirală situată în constelația Câinele Mic. A fost descoperită în 31 ianuarie 1851 de către William Parsons, 3rd Earl of Rosse⁠(d). Se află la o distanță de 69,82 de megaparseci de Pământ.